# 圣日耳曼拉普拉德
圣日耳曼拉普拉德（法語：Saint-Germain-Laprade，法語發音：[sɛ̃ ʒɛʁmɛ̃ lapʁad]）是法国上卢瓦尔省的一个市镇，位于该省中南部偏东，属于勒皮区。

## 地理
圣日耳曼拉普拉德（45°2'17"N, 3°58'9"E）面积28.09 平方千米，位于法国奥弗涅-罗讷-阿尔卑斯大区上盧瓦爾省，该省份为法国中南部省份，北起多姆山省和卢瓦尔省，西接康塔爾省，南至洛泽尔省，东临阿尔代什省。
与圣日耳曼拉普拉德接壤的市镇（或旧市镇、城区）包括：沃莱地区阿尔萨克、布拉沃济、布里沃-沙朗萨克、沙斯皮尼亚克、库邦、朗特里亚克、勒蒙泰伊、圣于连-沙普特伊、圣皮埃尔埃纳克。
圣日耳曼拉普拉德的时区为UTC+01:00、UTC+02:00（夏令时）。

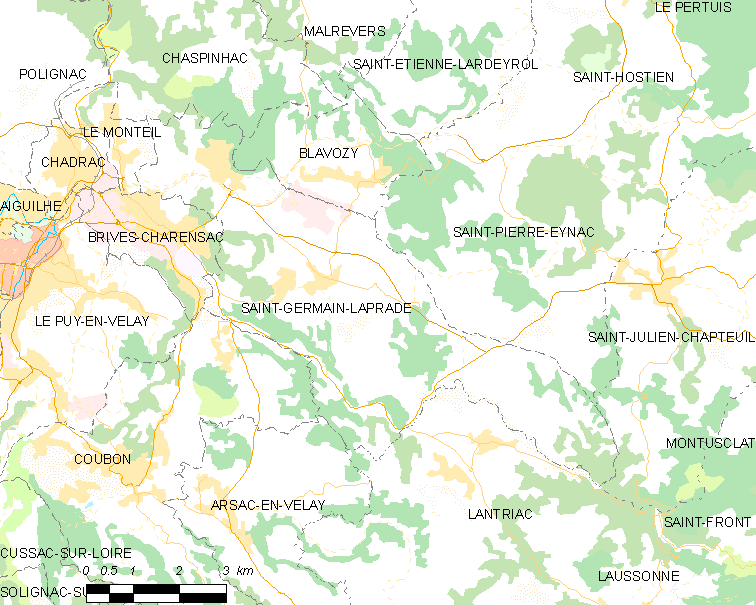
圣日耳曼拉普拉德的OSM定位图

## 行政
圣日耳曼拉普拉德的邮政编码为43700，INSEE市镇编码为43190。

## 政治
圣日耳曼拉普拉德所属的省级选区为勒皮第三县。

## 交通
法国国道N88线和上卢瓦尔省省道D15线、D150线、D156线、D633线经过境内。

## 人口

1962-2008年间圣日耳曼拉普拉德人口变化图示

圣日耳曼拉普拉德于2022年1月1日时的人口数量为3459人。